# Joseph Horovitz
Joseph Horovitz (geb. 26. Mai 1926 in Wien, Österreich; gest. 9. Februar 2022 in London) war ein britischer Komponist und Dirigent österreichischer Herkunft.

## Leben
Joseph Horovitz, Sohn des Verlegers Béla Horovitz und dessen Ehefrau Lotte, geb. Beller, erhielt als Kind Musikunterricht und besuchte ab 1936 das Akademische Gymnasium in Wien. Nach dem „Anschluss“ Österreichs 1938 wurde er aufgrund seiner jüdischen Herkunft mit einer Vielzahl von Mitschülern unter dem zynischen Begriff „Umschulung“ der Schule verwiesen. Bereits am 15. März floh er mit seinen jüngeren Schwestern Hannah und Elly und Verwandten über Italien in die Schweiz, wo er mit seinen von einem Auslandsaufenthalt nicht zurückgekehrten Eltern wieder zusammentraf. Mit seinem Vater erreichte er am 1. Mai 1938 Dover, die restliche Familie konnte im Juni nach England emigrieren. In London besuchte er die von Bruno Schindler mitbegründete Regent’s Park School. Nach Beginn des Zweiten Weltkriegs wurde die Familie nach Oxford evakuiert, wo er dann am New College moderne Sprachen (Deutsch und Französisch) sowie Musik studierte und beide Studienrichtungen 1947 mit einem Bachelor of Arts und Music abschloss. Zu seinen dortigen Lehrern zählte u. a auch Egon Wellesz. In Oxford leitete er zudem ein Orchester und gab für die Streitkräfte Klavierabende. 1948 ging er ans Royal College of Music in London und studierte bei Gordon Jacob Komposition; bei Norman Del Mar erhielt er privaten Unterricht im Dirigieren. Ab 1949 vervollständigte er seine Studien der Komposition mit einem Jahr bei Nadia Boulanger in Paris, das er sich durch Porträtmalerei finanziert hatte.
Seine musikalische Laufbahn begann er 1950 als musikalischer Leiter der Bristol Old Vic Company in Bristol. 1951 war er Ballettdirigent während des Festival of Britain im Londoner Amphitheatre und arbeitete kurzfristig auch mit dem Ballets Russes zusammen. Als stellvertretender Musikdirektor der Intimate Opera Company von 1952 bis 1963 unternahm er mit ihr Tourneen durch Europa und die USA. Außerdem dirigierte er bei den Musikfestspielen von Glyndebourne und Tanglewood. Ab 1961 war Horovitz Professor für Komposition am Royal College of Music in London, ab 1981 als Fellow. 1970 wurde er Präsidiumsmitglied der Composers’ Guild of Great Britain. Er setzte sich auch für Fragen des Urheberrechtes ein und gehörte von 1969 bis 1996 dem Vorstand der Performing Right Society an und war von 1981 bis 1989 Präsident des International Council of Composers and Lyricists.
Ab 1962 verlagerte er den Schwerpunkt seiner Tätigkeit zunehmend aufs Komponieren. Sein Œuvre umfasst 16 Ballette, worunter auch das bekannte Alice in Wonderland von 1953, zwei einaktige Opern (The Dumb Wife, Libretto Peter Shaffer, und Gentleman’s Island, Libretto Gordon Snell), Konzerte für Violine, Oboe, Klarinette, Fagott, Trompete, Euphonium, Tuba und Percussion sowie ein sehr beliebtes und oft gespieltes Jazz-Konzert für Cembalo und Kammerorchester sind, das auf Anregung von George Malcolm entstand. Eine größere Anzahl von Werken sind für Blasorchester und Brass-Bands geschrieben.
Internationale Bekanntheit erlangte er mit seinen Kompositionen für das Fernsehen, wie z. B. Musik und Kennmelodien zu Dokumentationen, für die Shakespeare-Reihe The Tempest und Twelfth Night der BBC sowie Lillie, Rumpole, The Search for the Nile, The Flight against Slavery, Wessex Tales und Partners in Crime (Detektei Blunt). Zu seinen religiösen Vokalwerken gehören die Psalmvertonung Sing unto the Lord a New Song (1971), das erste Auftragswerk eines jüdischen Komponisten für den Chor der St Paul’s Cathedral. 1977 folgte das Oratorium Samson für Gesang und Blasorchester, ein Auftragswerk der National Brass Band Championships of Great Britain. Horovitz erhielt auch Aufträge für zeremonielle Musik bei königlichen Besuchen und bei militärischen Anlässen.
Ab 1956 war er mit Anna Landau verheiratet und hatte mit ihr zwei Töchter. Seine Schwester Hannah Horovitz (21. Oktober 1936 – 4. März 2010) war eine Konzertveranstalterin und betrieb eine Künstleragentur, mit der sie u. a. die Pianisten András Schiff, Craig Sheppard oder Ilana Vered, das Cleveland Quartet und den Flötisten Jean-Pierre Rampal betreute.

## Auszeichnungen und Ehrungen
- 1948: Farrar Preis des London Royal College of Music für das einaktige Ballett The Emperor’s Clothes
- 1959: Commonwealth Medal for composition
- 1961: Leverhulme Research Award
- 1975: Ivor Novello Award für Captain Noah and his Floating Zoo
- 1978: Ivor Novello Award für Lillie als bestes TV-Thema
- 1981: Ehrenmitglied des Royal College of Music
- 1990: Gold Badge of Merit der British Academy of Songwriters, Composers and Authors – BASCA (Heute: Ivors Academy)[4]
- 1995: Goldenes Ehrenzeichen der Stadt Wien[5]
- 2002: Nino Rota Preis
- 2007: Österreichisches Ehrenkreuz für Wissenschaft und Kunst I. Klasse
- 2008: Cobbett Medal
- 2017: Ehrendoktorat des Royal College of Music, London
- 2019: Ehrenmitgliedschaft des New College, Oxford
- Ehrenmitglied des Österreichischen Komponistenbundes

## Werke (Auswahl)

### Werke für Orchester
- 1948: Concertante for Clarinet and Strings
- 1963: Trumpet Concerto
- 1971:Sinfonietta for Light Orchestra
- 1972: Horizon Overture
- 1973: Valse
- 1976: Bassoon Concerto
- 1977: Jubilee Toy Symphony
- 1981: Clarinet Sonatina
- 1993: Oboe Concerto

### Werke für Blasorchester (und Brass-Bands)
- 1964: Three Pieces From “Music Hall Suite” für Brass-Band
- 1970: Sinfonietta für Brass-Band
- 1972: Euphonium Concerto für Euphonium-Solo und Blasorchester (auch eine Fassung für Brass-Band)
- 1975: The Dong with a Luminous Nose für Brass-Band
- 1977: Samson Oratorium für Bariton, gemischten Chor und Brass-Band. Text: Smith Chris Judge. UA am 8. Oktober 1977 in der Royal Albert Hall[6]
- 1983: Ballet for Band für Brass-Band
- 1984: Bacchus on Blue Ridge Divertimento für Blasorchester
- 1985: Concertino Classico für 2 Kornetts (oder Trompeten) und Brass-Band
- 1988: Wind-Harp
- 1989: Tuba Concerto für Tuba und Brass-Band
- 1991: Fête galante für Blasorchester
- 1992: Dance Suite
- 1990: Ad Astra An Elegy für Blasorchester
- 1993: Commedia dell’Arte A short symphonic poem für Blasorchester
- 1994: Theme and Co-Operation für Brass-Band

### Andere Werke
- 1952: Les Femmes d’Alger Ballett in 1 Akt
- 1953: The Dumb Wife komische Oper in 1 Akt
- 1953: Alice in Wonderland Ballett in 2 Akten
- 1958: Concerto for Dancers Ballett in 1 Akt
- 1958: Gentleman’s Island. Libretto: Gordon Snell in Englisch oder Deutscher Sprache für Tenor, Bariton und Kammerorchester
- 1962: Fantasia on a Theme of Couperin für ein Bläser-Nonett
- 1965: Let’s Make a Ballet Ballett in 1 Akt
- 1970: Captain Noah and his Floating Zoo Kantate. Text: Michael Flanders für gemischten Chor mit Klavier, Kontrabass und Percussion
- 1970: Lady Macbeth Szene für Mezzosopran und Klavier
- 1971: Sing unto the Lord a New Song für gemischten Chor
- 1980: Miss Carter Wore Pink Ballett in 1 Akt

### Kammermusik
- 1949: Sonatina für Oboe und Klavier op. 3 (UA 1957)
- 1957: Quartet for oboe and strings op. 18 für Oboe und Streichtrio
- 1964: Music Hall Suite für Blechbläser-Quintett
- 1968: Brass Polka für Blechbläser-Quartett
- 1969: String Quartet No. 5; uraufgeführt mit dem Amadeus-Quartett

### Film- und Fernsehmusik
- 1963: Tarzans Todesduell
- 1976: Das Bildnis des Dorian Gray
- 1978: Lillie Theme (Kennmelodie für die Fernsehserie über das Leben der Schauspielerin Lillie Langtry)
- 1978–1992: Rumpole von Old Bailey (Rumpole of the Bailey, Fernsehserie, 43 Folgen)
- 1980: The Tempest[7]
- 1983–1984: Detektei Blunt (Agatha Christie’s Partners in Crime, Fernsehserie, 11 Folgen)